# يانيك باخ
يانيك باخ (بالألمانية: Yannick Bach)‏ (21 مايو 1991 بألمانيا - ) هو لاعب كرة قدم ألماني في مركز الوسط. لعب مع بوروسيا نوينكيرشن ونادي ساربروكن ونادي كايزرسلاوترن و1. FC Kaiserslautern II ‏ وSVN Zweibrücken ‏.

## وصلات خارجية
- يانيك باش على موقع قاعدة بيانات كرة القدم.إي يو (الإنجليزية)
- يانيك باش على موقع بيانات كرة القدم. دي إي (الألمانية)
- يانيك باش على موقع عالم كرة القدم.نت (الإنجليزية)